# Ванцер
Ванцер (нем. Wanzer) — община в Германии, в земле Саксония-Анхальт. 
Входит в состав района Штендаль. Подчиняется управлению Зеехаузен (Альтмарк).  Население составляет 124 человека (на 31 декабря 2006 года). Занимает площадь 7,38 км².